# Хорватія
Хорва́тія (хорв. Hrvatska), офіційна назва — Респу́бліка Хорва́тія (хорв. Republika Hrvatska, слухатиⓘ) — країна на перехресті центральної та південно-східної Європи на заході Балканського півострова. Межує зі Словенією на півночі, Угорщиною на північному-сході, Сербією на сході, Боснією і Герцеговиною та Чорногорією на півдні, розділяє морський кордон з Італією. Столиця країни Загреб — найбільше місто й одна з первинних адміністративно-територіальних одиниць нарівні з двадцятьма жупаніями. Хорватія має площу 56 594 км² (26-е місце в Європі) і населення 4,28 млн, більшість з яких — католики.
Хорватія була заселена ще з доби палеоліту. Хорвати прибули на територію в VI столітті і до IX століття створили два князівства. Хорватію вперше визнано незалежною державою на міжнародному рівні 7 червня 879 року за правління князя Бранимира. Томислав I став першим князем у 925 році, піднявши Хорватію до статусу королівства, яке зберегло свій суверенітет майже два століття. Під час кризи правонаступництва після закінчення династії Трпимировичів, Хорватія вступила до персональної унії з Угорщиною в 1102 році. У 1527, зіткнувшись з османськими завоюваннями, хорватський парламент обрав на престол Хорватії Фердинанда I. У жовтні 1918 року, в останні дні Першої світової війни, у Загребі проголошено державу словенців, хорватів і сербів, незалежну від Австро-Угорщини, а в грудні 1918 країну об'єднано в Королівство сербів, хорватів і словенців (пізніше перейменовано в Королівство Югославія в 1929 році).
Після вторгнення країн Осі до Югославії у квітні 1941 року, більшу частину території Хорватії включено до складу маріонеткової держави Незалежна Держава Хорватія. Наслідком став рух опору. Це призвело до створення Соціалістичної Республіки Хорватія, яка після війни стала членом-засновником і складовою Соціалістичної Федеративної Республіки Югославія. 25 червня 1991 року Хорватія оголосила незалежність, яка набула чинності 8 жовтня того ж року. Війна Хорватії за незалежність успішно велася чотири роки після її оголошення. Назва країни походить від етноніму народу — хорвати.
Суверенна держава Хорватія — парламентська республіка. Країна — член Європейського Союзу, Організації Об'єднаних Націй, Ради Європи, НАТО, Світової організації торгівлі та засновник Середземноморського Союзу. Починаючи з 2000 року, уряд Хорватії постійно інвестував в інфраструктуру, особливо транспортні шляхи та споруди вздовж загальноєвропейських коридорів.
Хорватія класифікується Світовим банком як країна з високим рівнем доходу та посідає 46-е місце в індексі людського розвитку. В економіці переважають сфера послуг, промисловість та сільське господарство. Туризм — важливе джерело доходу, оскільки Хорватія входить до 20 найпопулярніших туристичних напрямків у світі. Держава контролює частину економіки, маючи значні державні витрати. Європейський Союз — найважливіший торговий партнер Хорватії. Хорватія забезпечує соціальне забезпечення, універсальну систему охорони здоров’я, а також початкову та середню освіту, підтримуючи культуру завдяки численним державним установам та корпоративним інвестиціям у ЗМІ та літературу.

## Географія

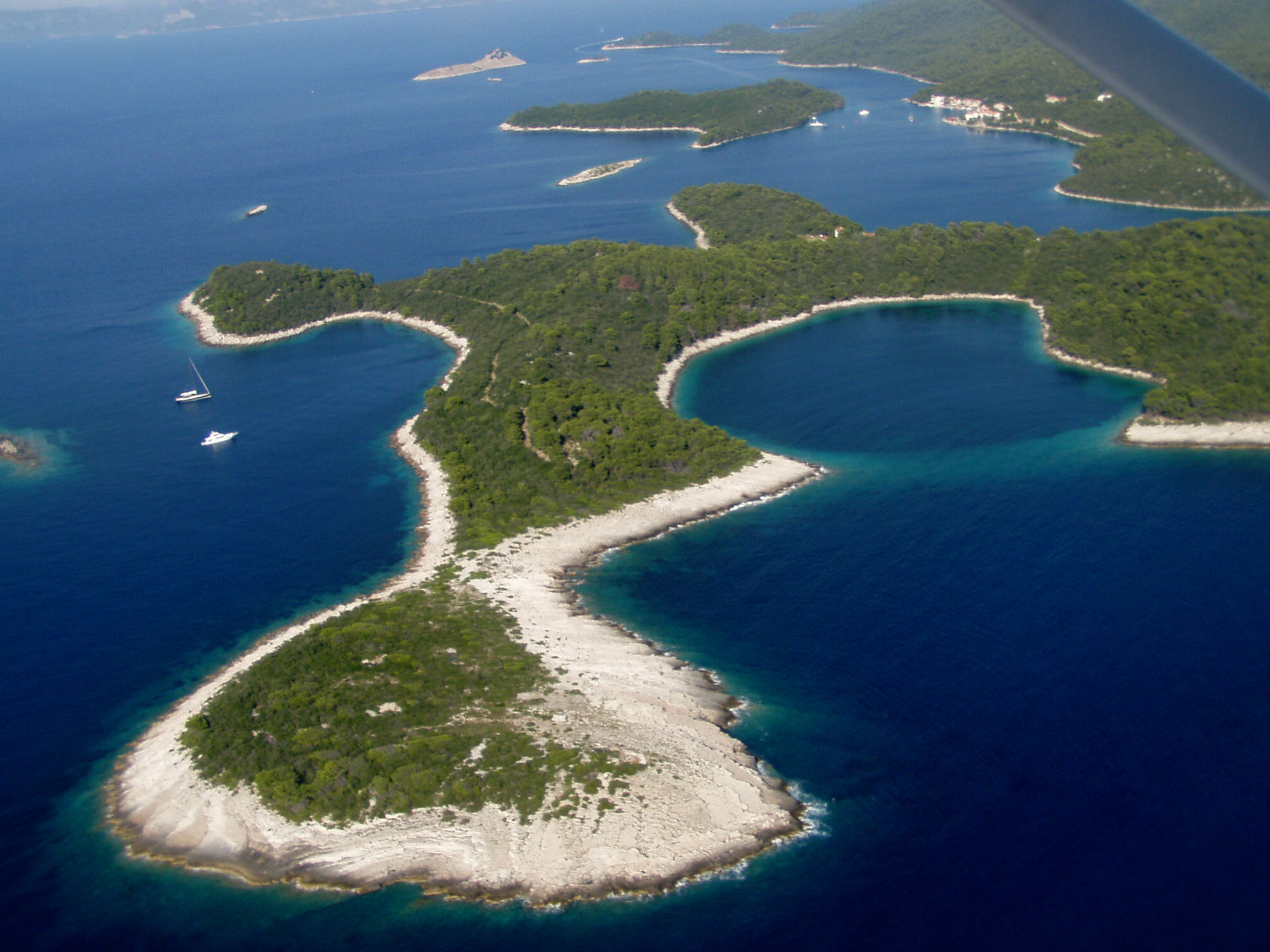
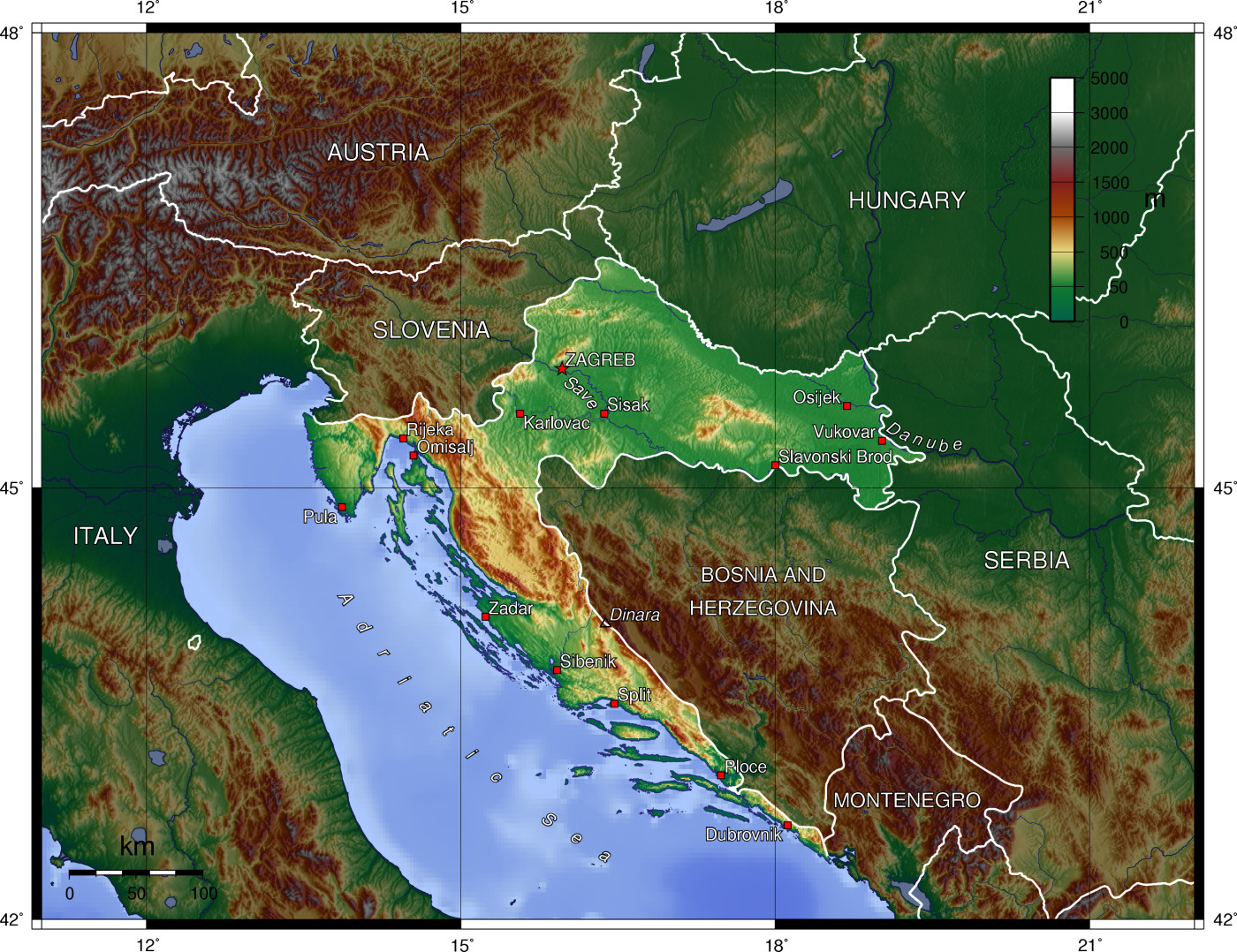
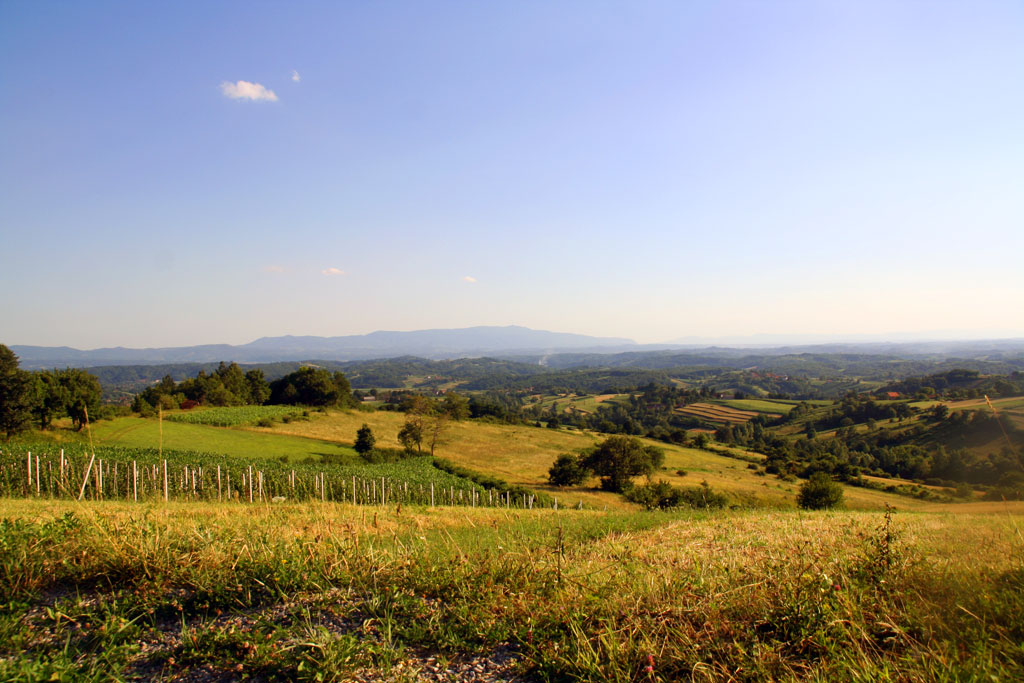
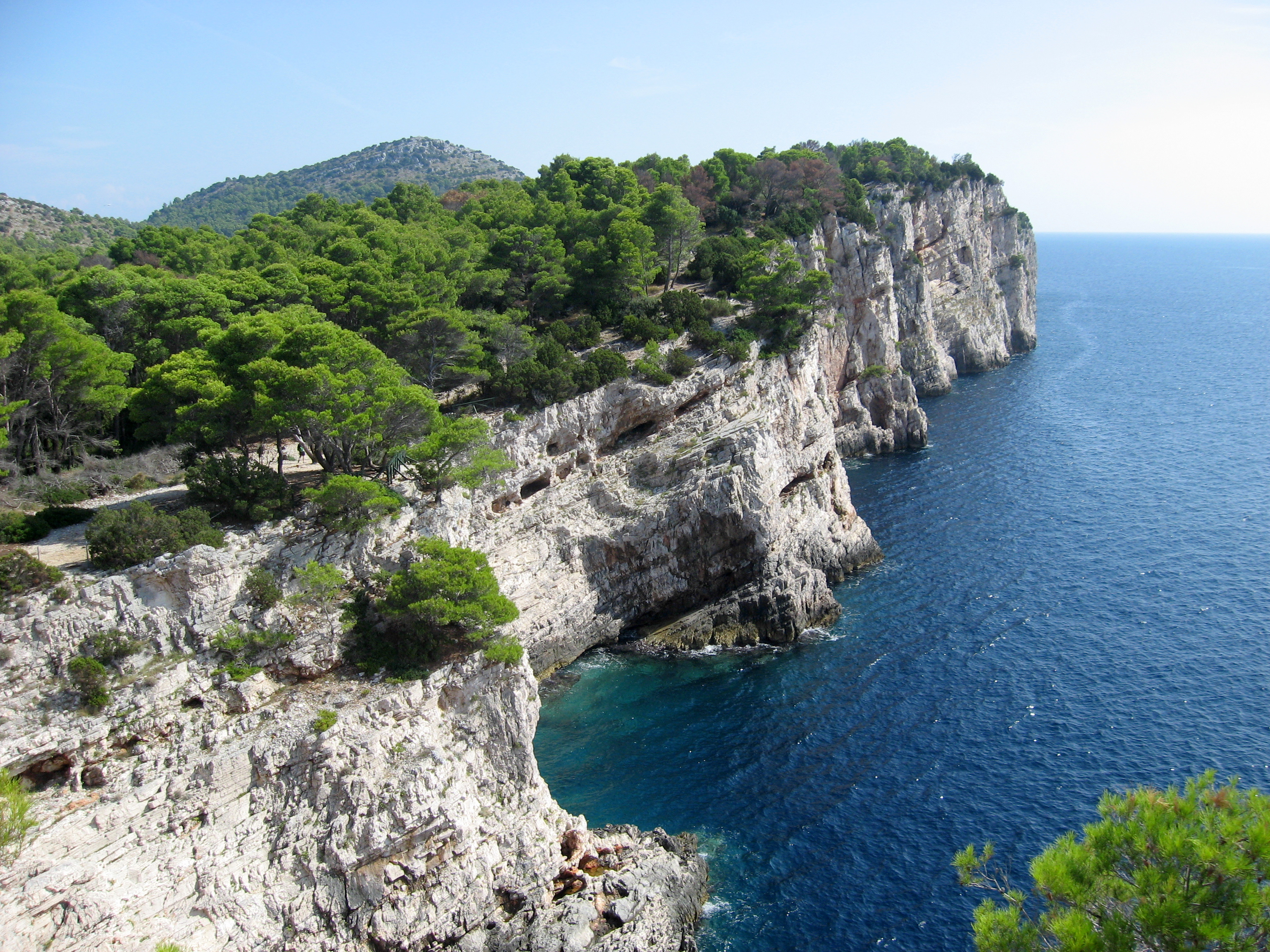
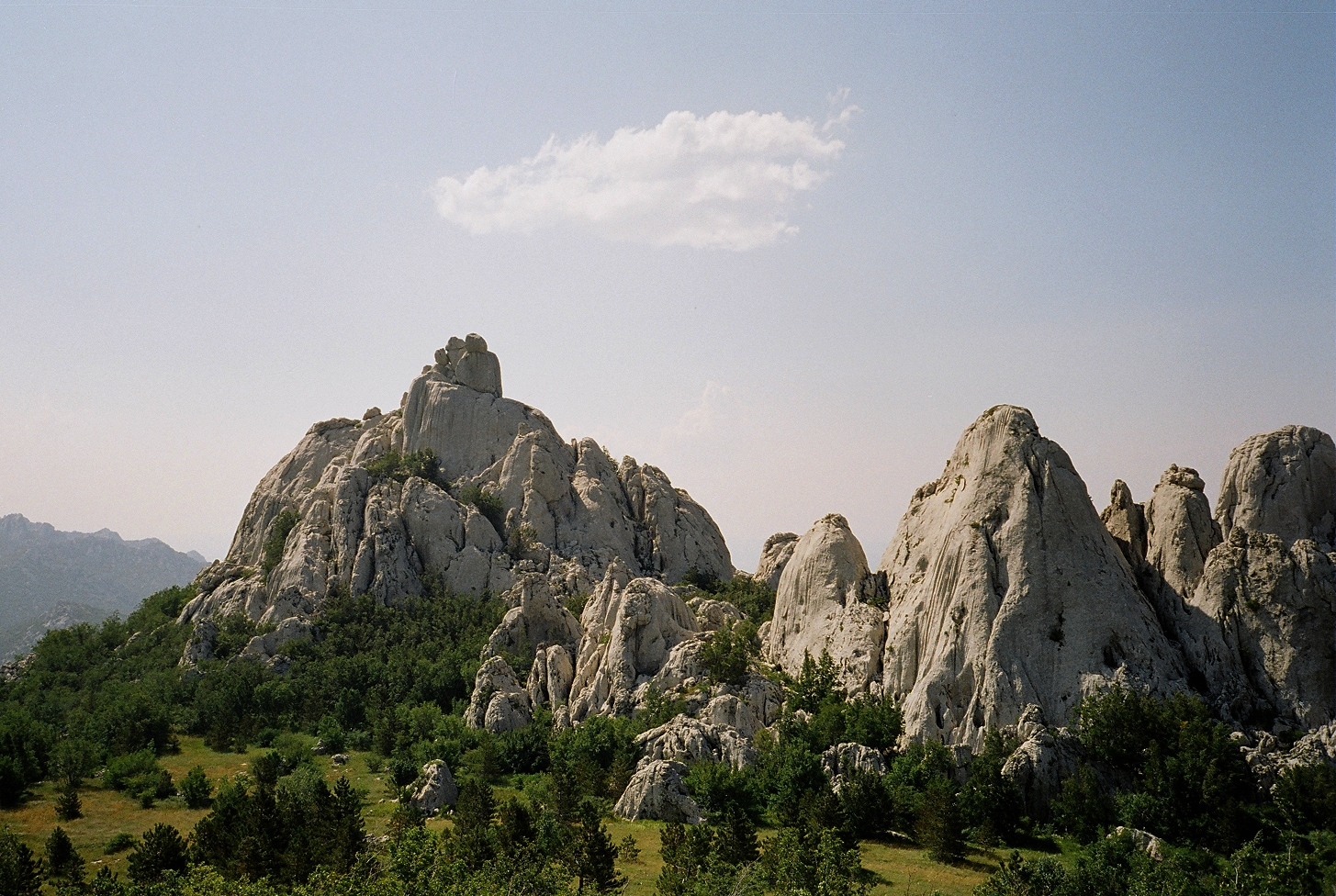

Країна розташована у північно-західній частині Балканського півострова, на перехресті між Центральною Європою і Середземномор'ям.
- Площа території держави (включно з акваторією) — 89 810 км².
  - Площа суходолу — 56 610 км².
  - Площа внутрішнього моря — 33 200 км².
  - Площа економічної морської зони — 23 870 км².

Загальна площа економічної зони — 113 680 км².
- Довжина берегової лінії — 5835 км.
  - Довжина берегової лінії материка — 1777 км (30,5 %).
  - Довжина берегової лінії островів — 4058 км (69,5 %).
- Ширина територіальних вод — 12 морських миль

Хорватське Адріатичне узбережжя — одне з найпорізаніших у світі: тут налічується 1185 островів та острівців (заселені лише 66). Найбільший — острів Крк; інші великі острови: Црес, Хвар, Паг, Корчула. Найбільші півострови — Істрія та Пелєшаць, найбільша затока — Кварнер.
Хорватія межує з Боснією і Герцеговиною (довжина кордону — 932 км), Угорщиною (329 км), Словенією (501 км), Сербією на півночі (241 км) і Чорногорією (25 км на півдні). Загальна довжина сухопутного кордону становить 2197 км.
Морські кордони були визначені між Італією та Чорногорією і нині становлять 930 км. Між Хорватією та Словенією — у затоці Піран, між Хорватією та Чорногорією — у затоці Котор. Демаркаційна лінія морем визначається островами. Вона проходить по лінії фарватера. Цей простір становить державні кордони Хорватії.

## Історія

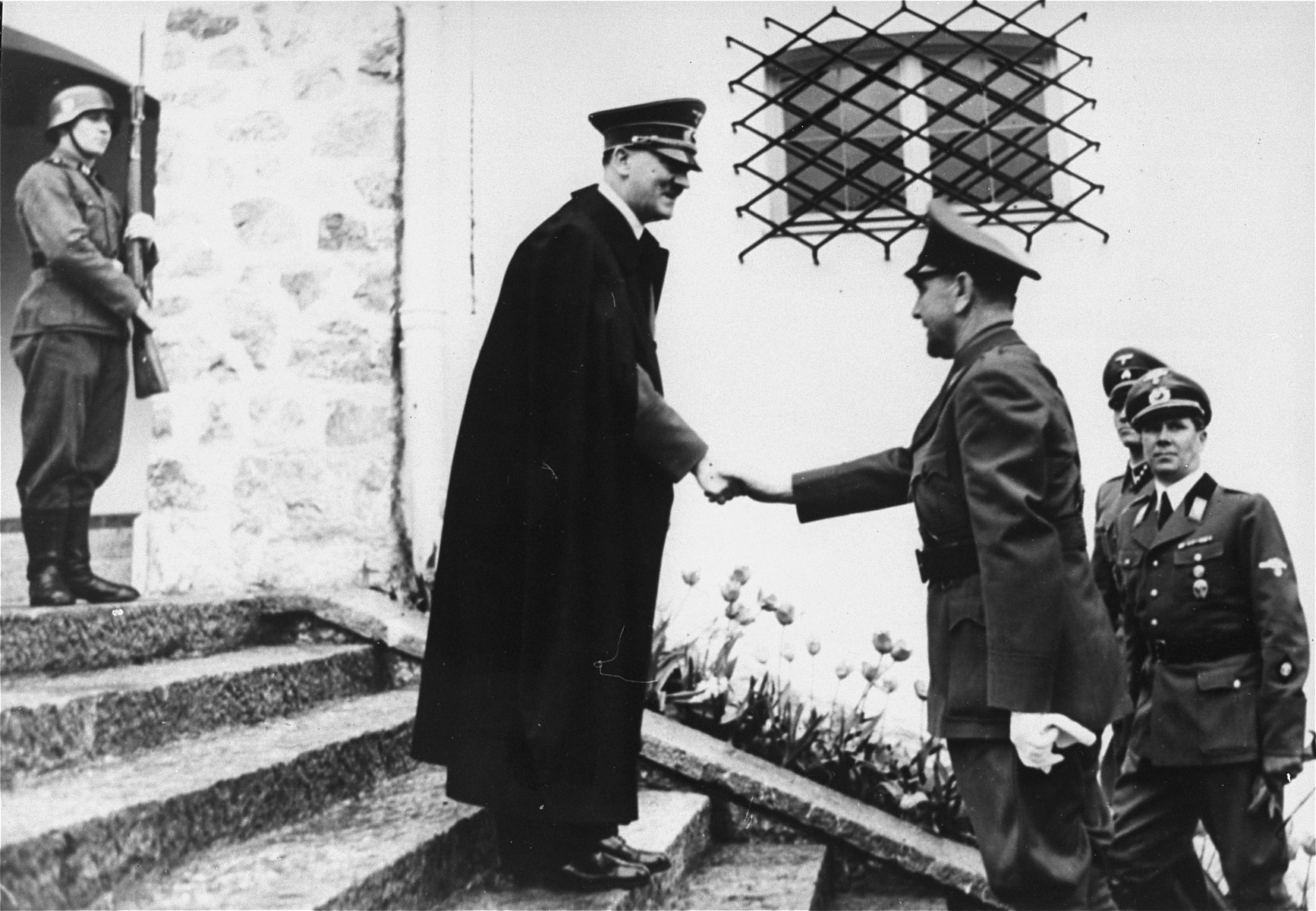
Адольф Гітлер та хорватський диктатор Анте Павелич

З VI—VII ст. Хорватію заселяли слов'янські племена, предки хорватів, які, за деякими відомостями, переселилися сюди з території нинішньої південної Польщі та Західної України (так звані білі хорвати).
У VIII—IX ст. Хорватію підкорили франки.
У IX ст. хорвати утворили окреме князівство, а 925 р. — Хорватське королівство (перший король — Томіслав I). Вони прийняли християнство і латинське письмо з Риму.
У 1102–1526 pp. Хорватія перебувала в персональній унії з Угорським королівством, зберігаючи державну автономію з окремим парламентом (сабором) під владою угорських королів; приморська Хорватія (Далмація) була переважно під контролем Венеційської республіки.
У XVI—XVII ст. більшою частиною Хорватії володіла Османська імперія, решта опинилася під владою Габсбургів.
Під час угорської революції (1848–1849) хорвати стали на боці Австрії й оголосили автономію; з 1867 р. Хорватію знов приєднано до Угорщини, яка мадяризувала хорватів.
У XIX ст. почалося національно-культурне відродження Хорватії в рамках загального південнослов'янського руху (т. зв. ілліризму), що пропагував єдність південних слов'ян.
29 жовтня 1918 р. Народний Сабор в Загребі проголосив самостійність Хорватії, яка 1 грудня 1918 р. увійшла до Королівства сербів, хорватів і словенців. Королівство сербів, хорватів і словенців після перевороту 1929 року перейменовано в Королівство Югославія.

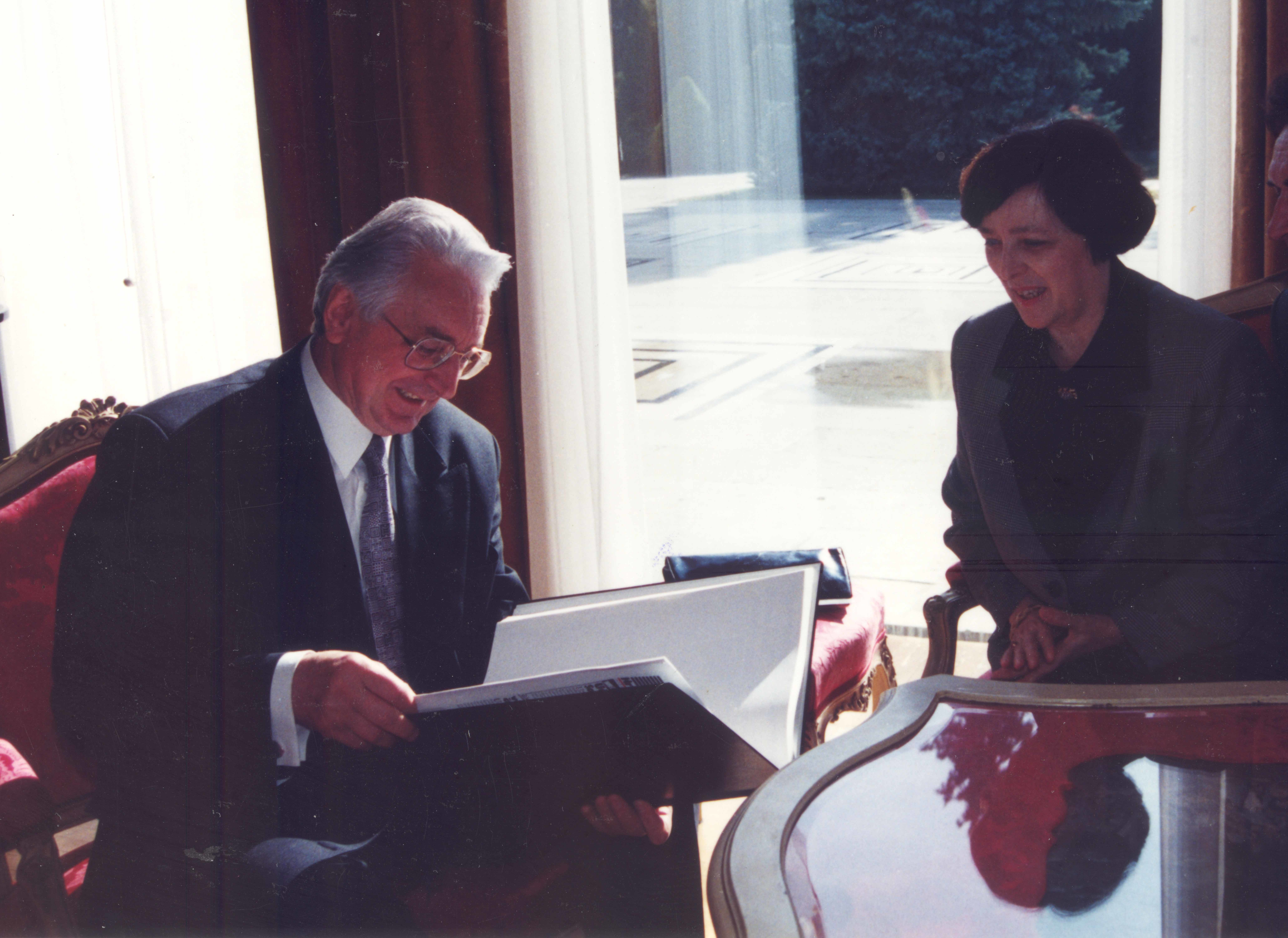
Франьо Туджман, перший президент держави

1939 року Хорватія одержала автономію в складі Югославії, а в 1941–1945 рр. існувала Незалежна Держава Хорватія в союзі з Третім Рейхом й Королівством Італія під проводом «поґлавніка» Анте Павеліча і партії «усташів».
У 1943–1945 рр. Хорватія була тереном запеклої боротьби між сербами і хорватами, комуністами й антикомуністами. Провідник партизанів Йосип Броз Тіто за допомогою СРСР і західних союзників здобув перемогу над німецькими військами й «усташами», і Хорватію було включено до комуністичної федеративної Югославії як одну з республік.
25 червня 1991 року було відновлено незалежність Хорватії, яку довелося відстоювати протягом п'ятирічної війни. 1 квітня 2009 р. Хорватію було прийнято в члени НАТО. Зараз правлячою партією Хорватії є правоцентристська Хорватська демократична співдружність.
У 2005 році Хорватія подала заявку на вступ до ЄС, яку після тривалого залагодження необхідних питань і моніторингів задовольнили в червні 2011 року, відтак 1 липня 2013 року країна стала 28-м членом ЄС.

## Адміністративний поділ
Хорватія складається з 21 жупанії (округа): Беловар-Білогора, місто Загреб, Дубровник-Неретва, Істрія, Карловаць, Копривниця-Крижевці, Крапина-Загор'є, Лика-Сень, Меджимур'є, Осієк-Бараня, Пожеґа-Славонія, Примор'є-Горський Котар, Шибеник-Книн, Сисак-Мославина, Славонський Брод-Посавіна, Спліт-Далмація, Вараждин, Вировитиця-Подравина, Вуковар-Срем, Задар, Загреб.
| Жупанія                           | Площа км² | Населення тис. осіб | Адмін. центр     |
| --------------------------------- | --------- | ------------------- | ---------------- |
| Загребська жупанія                | 3 078     | 309 696             | Загреб           |
| Крапинсько-Загорська жупанія      | 1 230     | 142 432             | Крапина          |
| Сисацько-Мославинська жупанія     | 4 448     | 185 387             | Сисак            |
| Карловацька жупанія               | 3 622     | 141 787             | Карловаць        |
| Вараждинська жупанія              | 1 260     | 184 769             | Вараждин         |
| Копривницько-Крижевецька жупанія  | 1 734     | 124 467             | Копривниця       |
| Беловарсько-Білогорська жупанія   | 2 638     | 133 084             | Беловар          |
| Приморсько-Ґоранська жупанія      | 3 590     | 305 505             | Рієка            |
| Лицько-Сенська жупанія            | 5 350     | 53 677              | Госпич           |
| Вировитицько-Подравська жупанія   | 2 021     | 93 389              | Вировитиця       |
| Пожезько-Славонська жупанія       | 1 821     | 85 831              | Пожеґа           |
| Бродсько-Посавська жупанія        | 2 027     | 176 765             | Славонський Брод |
| Задарська жупанія                 | 3 643     | 162 045             | Задар            |
| Осієцько-Баранська жупанія        | 4 149     | 330 506             | Осієк            |
| Шибеницько-Книнська жупанія       | 2 994     | 112 891             | Шибеник          |
| Вуковарсько-Сремська жупанія      | 2 448     | 204 768             | Вуковар          |
| Сплітсько-Далматинська жупанія    | 4 524     | 463 676             | Спліт            |
| Істрійська жупанія                | 2 813     | 206 344             | Пазин            |
| Дубровницько-Неретванська жупанія | 1 782     | 122 870             | Дубровник        |
| Меджимурська жупанія              | 730       | 118 426             | Чаковец          |
| Місто Загреб                      | 640       | 779 145             | Загреб           |
| РАЗОМ:                            | 56 542    | 4 437 460           |                  |

У свою чергу жупанії поділяються на громади та міста (у Хорватії 6695 населених пунктів, 204 з яких — міста, а решта — села). Великі селища складаються з кількох громад, але в більшості випадків селище відповідає місцевій громаді.
Крім того, існує два спеціальні самоврядні округи (котари), які перебувають під контролем сербської меншини — Глина та Книн.

## Політична система

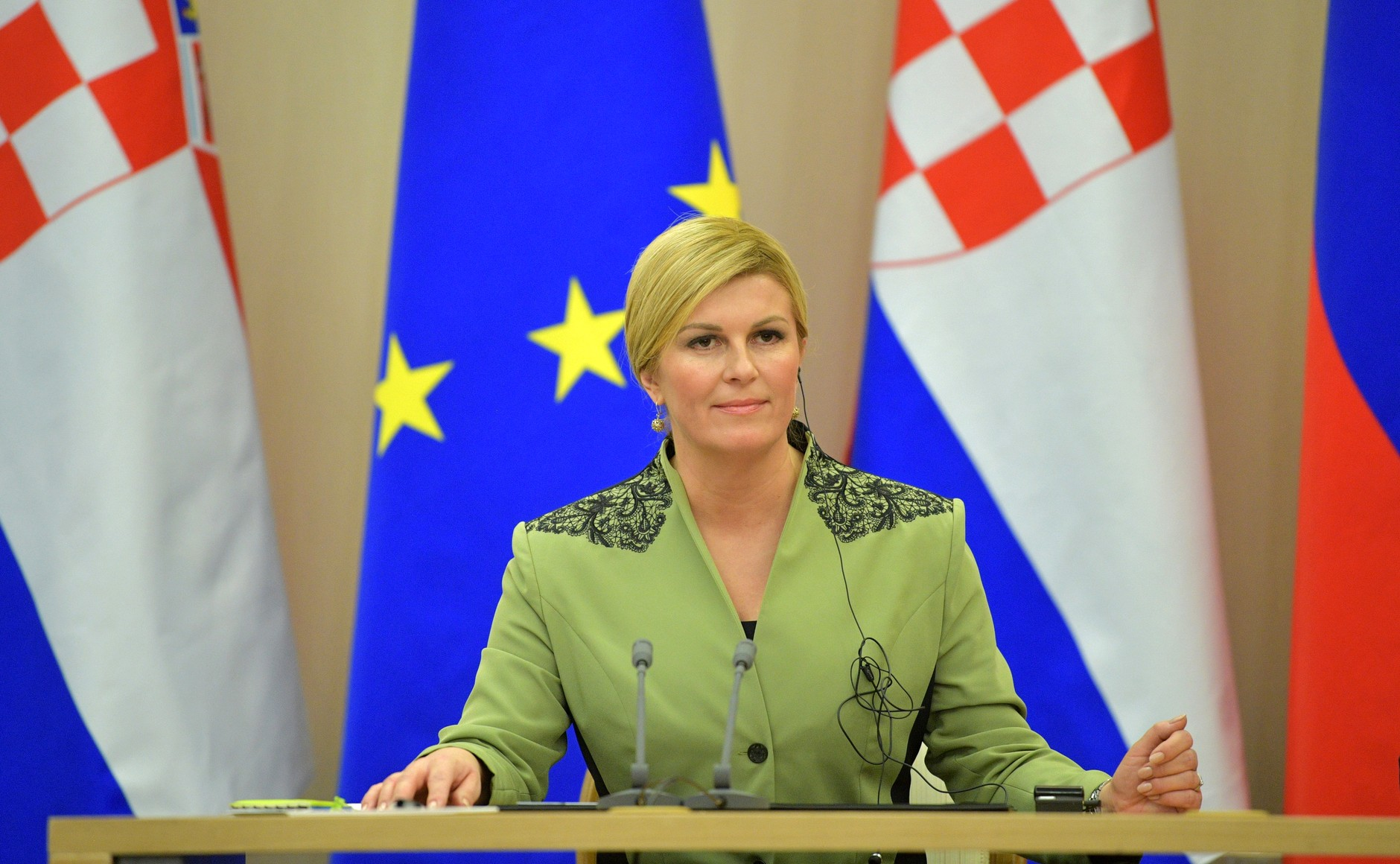
Колінда Грабар-Китарович

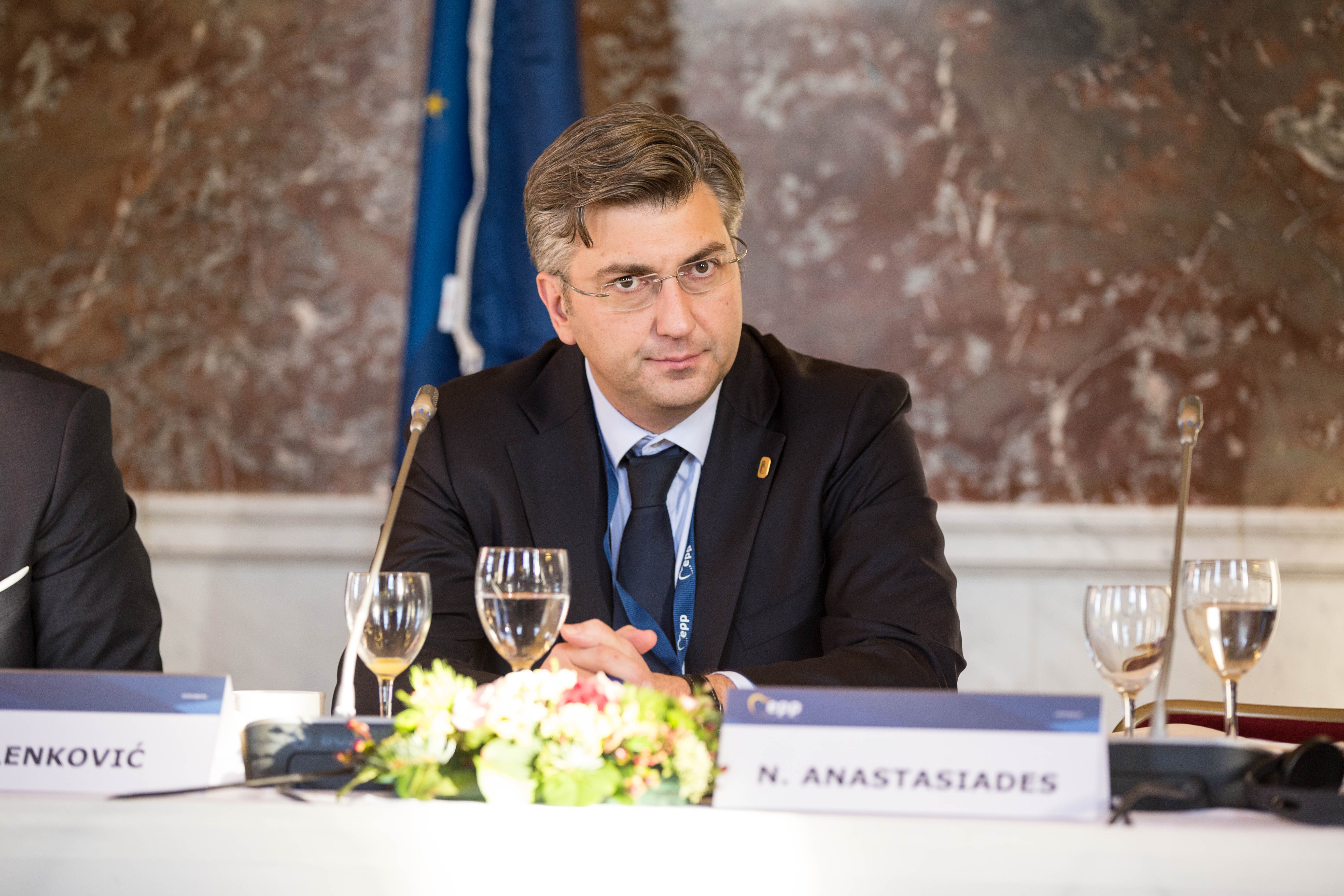
Андрей Пленкович

Хорватія — унітарна держава, парламентська республіка. Законодавчим органом з 2001 року є Сабор (парламент). У період з 1991 по 2001 рік парламент був двопалатним.
Глава держави — Президент, який обирається прямим голосуванням на п'ять років. Він є головнокомандувачем збройних сил країни і за згодою парламенту призначає прем'єр-міністра. Президент також займається питаннями зовнішньої політики. Останні президентські вибори відбулися 5 січня 2020, перемогу на них здобув Зоран Міланович. Він обійняв посаду 18 лютого 2020 року.

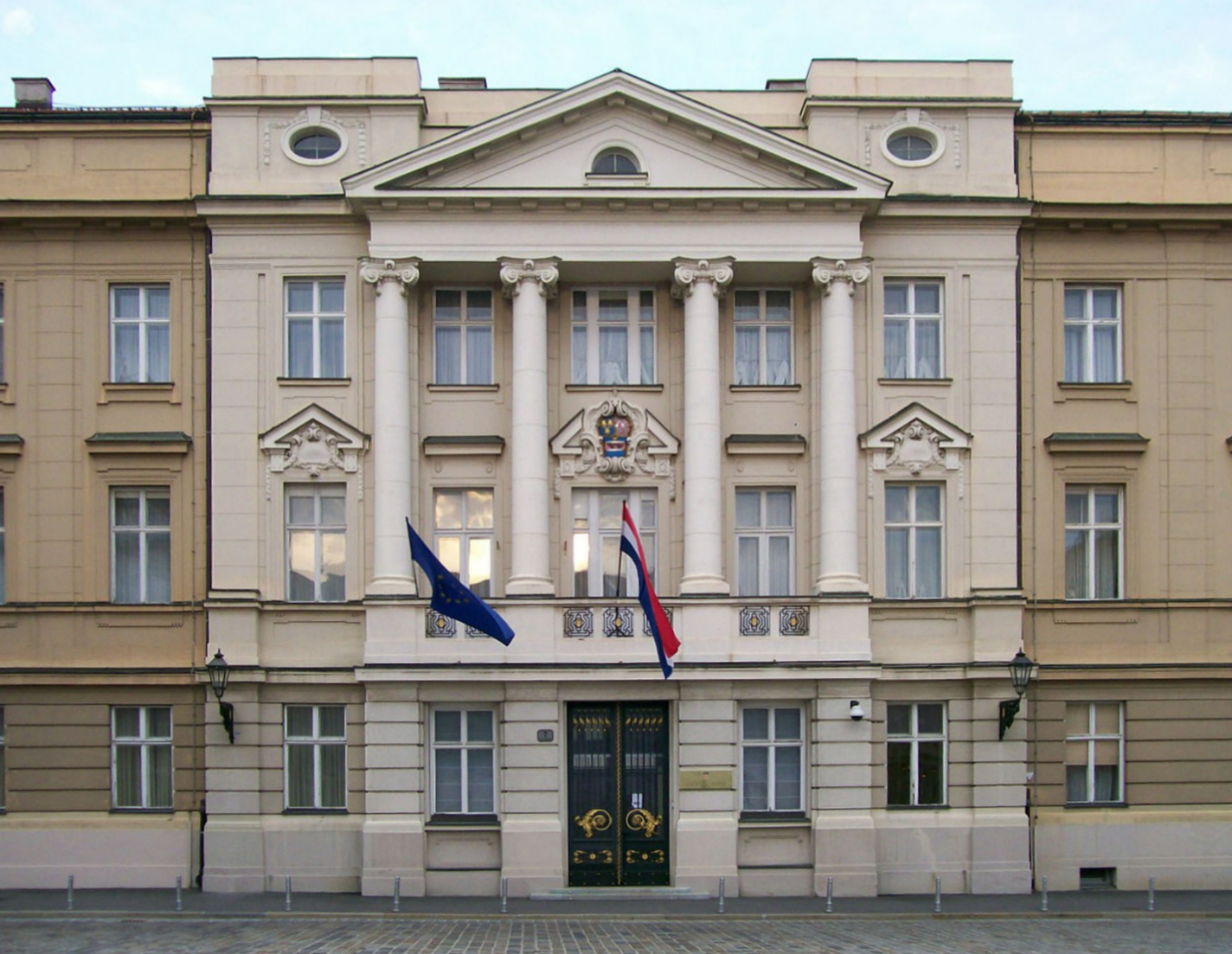
Будинок Парламенту, Загреб

Глава уряду — прем'єр-міністр, з 19 жовтня 2016 року цю посаду обіймає Андрей Пленкович. У складі уряду чотири віцепрем'єри та 16 міністрів, що відповідають за конкретні сфери діяльности. Уряд ініціює прийняття законів, розробляє проєкт бюджету, контролює виконання законів, визначає основні напрями зовнішньої і внутрішньої політики.
Конституцію прийнято 20 грудня 1990 року, незалежність від Югославії проголошена 25 червня 1991 року. Прийнято поправки до конституції: 1) про права меншин, 2) зміна напівпрезидентської моделі управління на парламентську модель управління, 3) про реформу парламенту. Парламент — однопалатний (велика частина обирається за партійними списками, частина від меншин).

### Судова система
Орган конституційного нагляду — Конституційний суд (Ustavni sud), орган, що здійснює підбір кандидатур на посади суддів — Державна судова рада (Državno sudbeno vijeće), органи прокурорського нагляду — прокуратура (Državno odvjetništvo), що має відділення в жупаніях і громадах: окружні прокуратури (Županijska državna odvjetništva) і прокуратури громади (Općinska državna odvjetništva) відповідно.
Вища судова інстанція — Верховний суд (Vrhovni sud), суди апеляційної інстанції — Жупанські суди (Županijski sudovi), суди першої інстанції — общинні суди (Općinski sudovi). Вища судова інстанція адміністративної юстиції — Вищий адміністративний суд (Visoki upravni sud), суди апеляційної інстанції адміністративної юстиції — адміністративні суди (Upravni sudovi). Вища судова інстанція торгової юстиції — Вищий торговий суд (Visoki trgovački sud), суди апеляційної інстанції торгової юстиції — торгові суди (Trgovački sudovi).

### Зовнішня політика
- Член НАТО з 2008 року[10];
- Член Європейського Союзу з 2013 року.

## Населення
Столиця і найбільше місто країни — Загреб (Zagreb) — 683 тис. жителів (2001). Інші великі міста: Спліт — 189 тис. мешканців, Рієка — 168 тис., Осієк — 105 тис. осіб.
Динаміка чисельності населення та національного складу Хорватії за даними переписів населення 1948—2011 рр.:
|                 | перепис 1948 | перепис 1948 | перепис 1953 | перепис 1953 | перепис 1961 | перепис 1961 | перепис 1971 | перепис 1971 | перепис 1981 | перепис 1981 | перепис 1991 | перепис 1991 | перепис 2001 | перепис 2001 | перепис 2011 | перепис 2011 |
| Хорвати         | 2 975 399    | 79.2 %       | 3 117 513    | 79.6 %       | 3 339 841    | 80.3 %       | 3 513 647    | 79.4 %       | 3 454 661    | 75.1 %       | 3 736 356    | 78.1 %       | 3 977 171    | 89.6 %       | 3 874 321    | 90,42 %      |
| Серби           | 543 795      | 14.5 %       | 588 411      | 15.0 %       | 624 985      | 15.0 %       | 626 789      | 14.2 %       | 531 502      | 11.6 %       | 581 663      | 12.2 %       | 201 631      | 4.5 %        | 186 633      | 4.4 %        |
| Югослави        |              |              |              |              | 15 559       | 0.4 %        | 84 118       | 1.9 %        | 379 057      | 8.2 %        | 106 041      | 2.2 %        | 176          | 0.0 %        | 331          | 0.0 %        |
| Мусульмани      | 1 077        | 0.0 %        | 16 185       | 0.4 %        | 3 113        | 0.1 %        | 18 457       | 0.4 %        | 23 740       | 0.5 %        | 43 459       | 0.9 %        | 19 677       | 0.4 %        | 7 558        | 0.17 %       |
| Босняки         | 1 077        | 0.0 %        | 16 185       | 0.4 %        | 3 113        | 0.1 %        | 18 457       | 0.4 %        | 23 740       | 0.5 %        | 43 459       | 0.9 %        | 20 755       | 0.5 %        | 31 479       | 0.73 %       |
| Італійці        | 76 093       | 2.0 %        | 33 316       | 0.9 %        | 21 103       | 0.5 %        | 17 433       | 0.4 %        | 11 661       | 0.3 %        | 21 303       | 0.4          | 19 636       | 0.4 %        | 17 807       | 0.42 %       |
| Угорці          | 51 399       | 1.4 %        | 47 711       | 1.2 %        | 42 347       | 1.0 %        | 35 488       | 0.8 %        | 25 439       | 0.6 %        | 22 355       | 0.5 %        | 16 595       | 0.4 %        | 14 048       | 0.33 %       |
| Албанці         | 635          | 0.0 %        | 1 001        | 0.0 %        | 2 126        | 0.1 %        | 4 175        | 0.1 %        | 6 006        | 0.1 %        | 12 032       | 0.3 %        | 15 082       | 0.3 %        | 17 513       | 0.41 %       |
| Словенці        | 38 734       | 1.0 %        | 43 010       | 1.1 %        | 39 101       | 0.9 %        | 32 497       | 0.7 %        | 25 136       | 0.5 %        | 22 376       | 0.5 %        | 13 173       | 0.3 %        | 10 517       | 0.25 %       |
| Чехи            | 28 991       | 0.8 %        | 25 954       | 0.7 %        | 23 391       | 0.6 %        | 19 001       | 0.4 %        | 15 061       | 0.3 %        | 13 086       | 0.3 %        | 10 510       | 0.2 %        | 9 641        | 0.22 %       |
| Цигани          | 405          | 0.0 %        | 1 261        | 0.0 %        | 313          | 0.0 %        | 1 257        | 0.0 %        | 3 858        | 0.1 %        | 6 695        | 0.1 %        | 9 463        | 0.2 %        | 16 975       | 0.40 %       |
| Чорногорці      | 2 871        | 0.1 %        | 5 128        | 0.1 %        | 7 465        | 0.2 %        | 9 706        | 0.2 %        | 9 818        | 0.2 %        | 9 724        | 0.2 %        | 4 926        | 0.1 %        | 4 517        | 0.11 %       |
| Македонці       | 1 387        | 0.0 %        | 2 385        | 0.1 %        | 4 381        | 0.1 %        | 5 625        | 0.1 %        | 5 362        | 0.1 %        | 6, 280       | 0.1 %        | 4 270        | 0.1 %        | 4 138        | 0.10 %       |
| Інші/не вказали | 36 021       | 1.0 %        | 36 942       | 0.9 %        | 35 971       | 0.9 %        | 58 028       | 1.3 %        | 110 168      | 2.4 %        | 246 354      | 5.1 %        | 124 395      | 2.8 %        | 84 991       | 1.98 %       |
| Всього          | 3 756 807    | 3 756 807    | 3 918 817    | 3 918 817    | 4 159 696    | 4 159 696    | 4 426 221    | 4 426 221    | 4 601 469    | 4 601 469    | 4 784 265    | 4 784 265    | 4 437 460    | 4 437 460    | 4 284 889    | 4 284 889    |

### Мови
Найпоширеніші рідні мови населення Хорватії за даними переписів:
| Рідна мова          | 1991      | 1991    | 2001      | 2001    | 2011      | 2011   |
| Хорватська          | 3 922 725 | 81,99 % | 4 265 081 | 96,12 % | 4 096 305 | 95,6 % |
| Сербська            | 207 300   | 4,33 %  | 44 629    | 1,01 %  | 52 879    | 1,23 % |
| Італійська          | 26 580    | 0,56 %  | 20 521    | 0,46 %  | 18 573    | 0,43 % |
| Албанська           | 12 735    | 0,27 %  | 14 621    | 0,33 %  | 17 069    | 0,40 % |
| Боснійська          | 6 933     | 0,14 %  | 9 197     | 0,21 %  | 16 856    | 0,39 % |
| Циганська           | 7 657     | 0,16 %  | 7 860     | 0,18 %  | 14 369    | 0,34 % |
| Угорська            | 19 684    | 0,41 %  | 12 650    | 0,29 %  | 10 231    | 0,24 % |
| Словенська          | 19 341    | 0,40 %  | 11 872    | 0,27 %  | 9 220     | 0,22 % |
| Сербсько-хорватська | 288 578   | 6,03 %  | 4 961     | 0,11 %  | 7 822     | 0,18 % |

### Релігії
Релігійний склад населення Хорватії у 2011 р.
- римо-католики ‒ 86,28 %
- православні ‒ 4,44 %
- мусульмани ‒ 1,47 %
- протестанти ‒ 0,34 %
- атеїсти та агностики ‒ 4,57 %
- інше / не вказано ‒ 3,24 %

### Міста

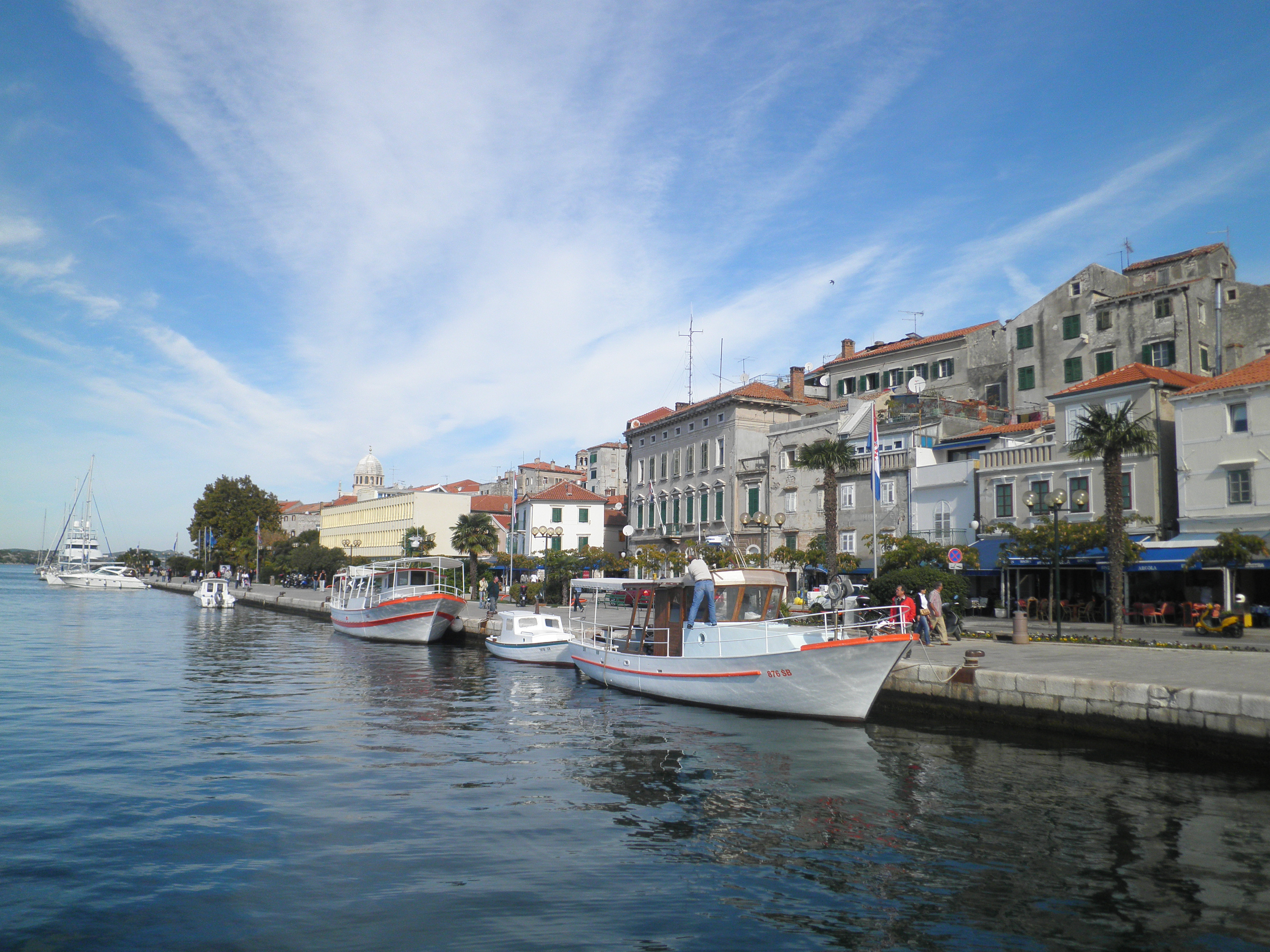
Шибеник

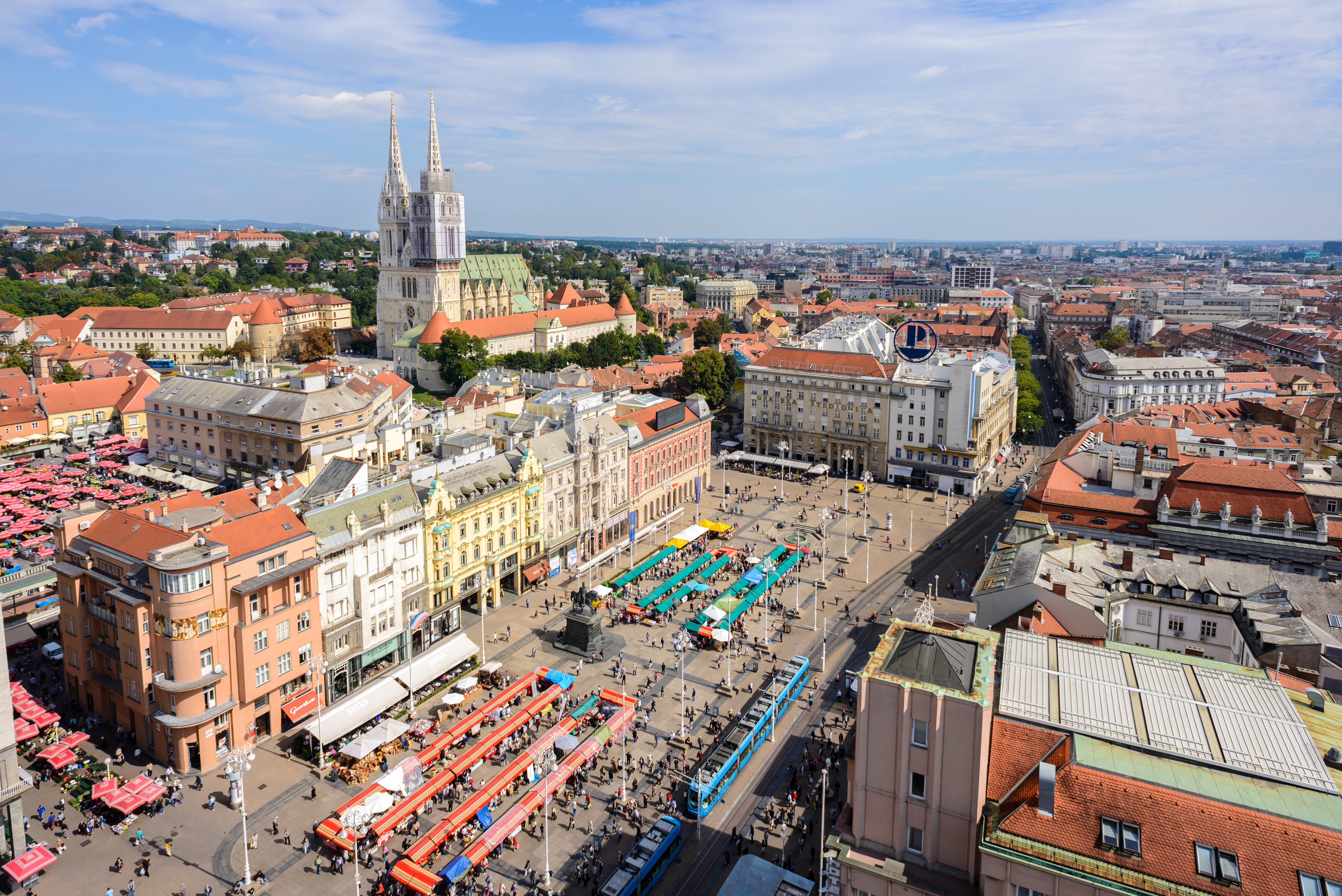
Загреб

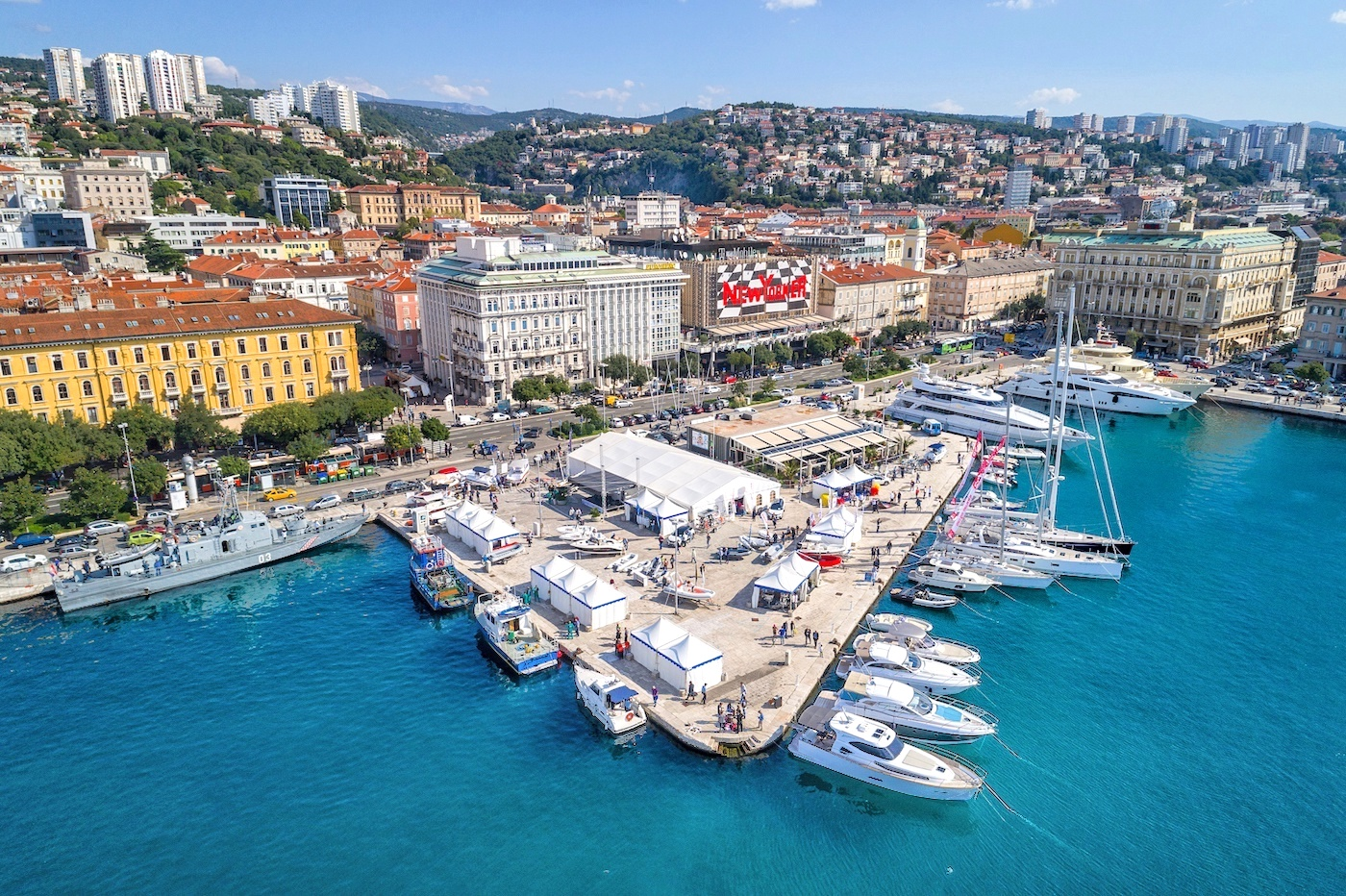
Рієка

Список міст Хорватії за населенням
| Місто            | Жупанія                | Населеннямуніципалітету (2001) | Місце | Населенняміста (2001) | Місце |
| ---------------- | ---------------------- | ------------------------------ | ----- | --------------------- | ----- |
| Загреб           | Місто Заґреб           | 779 145                        | 1     | 779 145               | 1     |
| Спліт            | Сплітсько-Далматинська | 188 694                        | 2     | 175 140               | 2     |
| Рієка            | Приморсько-Ґоранська   | 144 043                        | 3     | 143 800               | 3     |
| Осієк            | Осієцько-Баранська     | 114 616                        | 4     | 90 411                | 4     |
| Задар            | Задарська              | 72 718                         | 5     | 69 556                | 5     |
| Славонський Брод | Бродсько-Посавська     | 64 612                         | 6     | 58 642                | 6     |
| Велика Гориця    | Загребська             | 63 517                         | 7     | 33 339                | 12    |
| Карловаць        | Карловацька            | 59 395                         | 8     | 49 082                | 8     |
| Пула             | Істрійська             | 58 594                         | 9     | 58 594                | 7     |
| Сисак            | Сисацько-Мославинська  | 52 236                         | 10    | 36 785                | 11    |

### Українська громада
Українці з Закарпаття і Бачки почали селитися в західній частині Сирмії (Срему) вже наприкінці XVIII ст.; у XIX ст. українці з Галичини жили в Загребі й інших містах Хорватії, а по 1945 р. деякі переселилися з Боснії.
Українські поселення та греко-католицькі парафії у 1970-х роках були в таких містах і селах Хорватії: Петровці, Міклушевці, Вуковар, Осієк, Славонський Брод, Каніжа, Сибинь, Липовляни, Раєво Село та інші. Вони належать до боснійсько-славонського вікаріату Крижевацької єпархії.
У Хорватії є близько 8 тис. греко-католиків хорватів.
Між двома світовими війнами в Загребі студіювала молодь з Галичини (іноді до 50 студентів), діяло товариство «Просвіта», студентські організації «Пробоєм» і «Дніпро», виходив часопис «Думка».
За усташівської Хорватії, на підставі домовленості між ОУН (мельниківської) з урядом А. Павеліча, створено на правах консульства українське представництво (голова — В. Войтанівський). З українських поселенців й емігрантів було організовано при хорватській армії («домобрані») у Вараждині «Український легіон», який мав бути висланий на радянський фронт. На доручення німців їх вислали проти партизанів Тіто в Боснії і проти сербських четників, внаслідок чого легіонери (а одночасно і українська група в Хорватії) зазнали переслідувань від комуністичної влади — українські організації було ліквідовано, багатьох їх діячів ув'язнено чи розстріляно, деякі втекли на Захід.
Щойно з кінця 1950-х pp. українці Хорватії отримали можливість організуватися — 1968 року постав Союз русинів і українців Хорватії, з 1970 р. починає виходити журнал «Нова думка» у Вуковарі, у селах і містах відновили діяльність українські гуртки і товариства.

### Українсько-хорватські зв'язки
Зв'язки між Україною та Хорватією були пов'язані із опосередкованим сусідством, перебуванням територій обох країн у складі Османської та Австро-Угорської імперій, участю у панслов'янському русі та співпрацею національно-визвольних рухів.
Поет Іван Гундулич на початку XVII ст. оспівував у поемі «Осман» героїзм козаків під проводом П.Сагайдачного у битві під Хотином.
Відомий хорватський москвофіл і панславіст Юрій Кржаніч (1613–1683) залишив опис своєї подорожі від Львова до Москви через Ніжин і висловився за потребу об'єднати Україну з Московською державою.
У Хорватії короткочасно діяв серед православних уніятський місіонер М.Терлецький (пізніше холмський єпископ).
За доби романтизму і національного відродження хорвати захоплювалися козацькими сюжетами в літературі (переклади з М.Гоголя і польських письменників «української школи»), а також знайомилися з українськими творами; перекладали Т.Шевченка (А.Шеноа, А.Харамбашіч (Pjesničke pripovijesti , 1889)), Марка Вовчка (Харамбашіч, В.Лабош), Ю.Федьковича (С.Сушнік, Н.Андріч та ін.).
З українською літературою і фолкльором знайомили хорватів В.Ковачевич, Ч.Брагалі, Франьо Рачки. Про М.Лисенка прихильно писав 1875 року відомий хорватський музика Франьо Кухач, а Винко Жганец у XX ст. аранжував бачвансько-руські народні пісні (Pjesme jugoslavenskih Rusina, 1946). Письменник М.Крлежа написав драму «Galicija» (про австро-угорську війну 1914–1918 рр.); історик І.Есіг переклав «Слово о полку Ігоревім».
НТШ мало серед своїх дійсних членів хорватських учених: філологів В. Ягіча, Т.Маретіча, М.Решетаря, історика культури Ю.Шурміна, математика В.Варічака, палеонтолога Д.Горяновича-Крамбергера та ін.
Були деякі зв'язки між українцями і хорватами, переважно студентами, у Відні й Будапешті. Для обслуговування українських поселенців і хорватських греко-католиків із Закарпаття приїжджали греко-католицькі священики, які пізніше стали там єпископами (Г.Палькович, Ю.Дрогобецький) (у XX ст. — також із Галичини).
У 1848 році українські та хорватські національні діячі зустрілися на Слов'янському конгресі в Празі, у 1916 націоналісти обох країн взяли участь у конференції Союзу народів в Лозанні.
1919 року уряд ЗУНР створив місію в місті Загребі.
Після 1920 р. у Хорватії мешкав невеликий гурт політичних емігрантів, які намагалися популяризувати українську проблему і культуру серед хорватів. Під час Другої світової війни в складі збройних сил Хорватії діяв Український легіон. Надалі українські та хорватські емігранти співпрацювали в рамках Антибільшовицького блоку народів.
З огляду на охолодження взаємин між СРСР і Югославією після 1948 р. культурні зв'язки між УРСР і Хорватією були незначні. З 1966 р. є лекторат української мови на катедрі славістики в Загребському університеті, який обслуговують викладачі з України. У співпраці А.Менац і А.Коваль укладено українсько-сербохорватський і сербохорватсько-український словник. УРСР брала участь у Загребських ярмарках і промисловій виставці. Підтримується обмін делегаціями між Київським і Загребським університетами. 1979 року відбулися Дні української культури в Хорватії, а 1980 року — Дні хорватської культури в УРСР.
Є переклади на українську мову творів М.Крлежи, В.Дежеліча та ін. У Хорватії перекладено І.Франка, В.Стефаника, У.Самчука, О.Гончара та ін.
Рішенням уряду Хорватії тимчасово призупинено дію візового режиму для громадян України з 1 травня по 31 жовтня 2009 р, а згодом з 1 квітня по 31 жовтня 2010 р. та з 1 квітня по 31 жовтня 2011 р.
15 червня 2023 року, Уряд Хорватії визнав Голодомор 1932—1933 років геноцидом народу України.

## Збройні сили

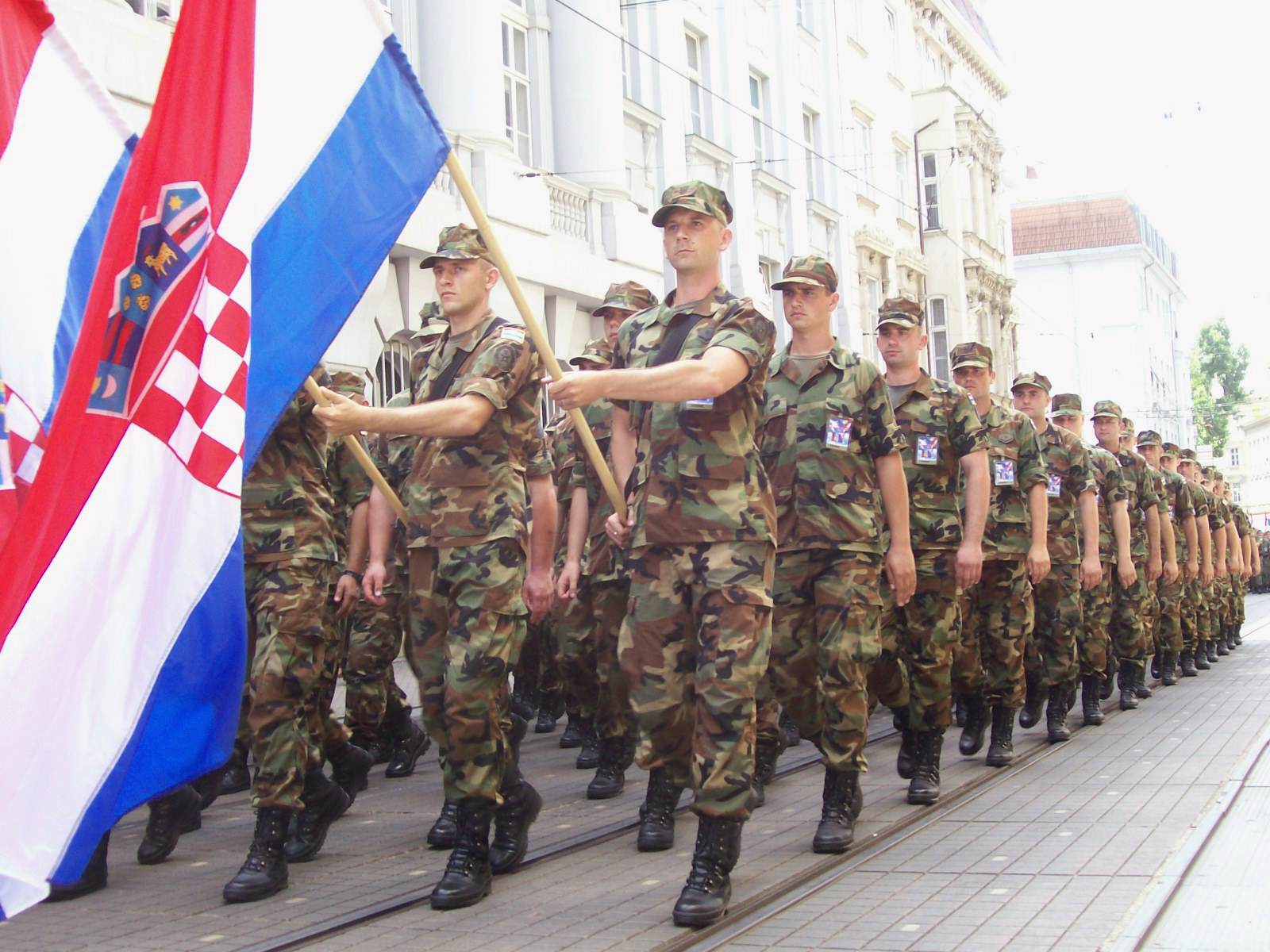
Сухопутні війська Хорватії

Основна стаття: Збройні сили Хорватії
Офіційною датою створення Збройних сил Хорватії є 3 листопада 1991 року. Перші армійські формування були створені на основі утворених навесні 1991 року формувань Національної гвардії Хорватії. Загальна чисельність збройних сил становила 18,6 тис. ос. (ще 3 тис. служать у поліції), кількість резервістів — 21 тис.

## Символіка

Герб у 1525—1868 рр.

Герб Республіки Хорватія — історичний хорватський герб, основою якого є 25 червоних і білих (срібних) полів, розташованих у шаховому порядку.
Прапор Республіки Хорватія складається з трьох рівних поперечних смуг червоного, білого і синього кольорів з історичним хорватським гербом у центрі. Верхня частина герба (корона) накладається на червону частину прапора, а частина основи накладається на синю область прапора.
Символізує прагнення хорватських патріотів до об'єднання Батьківщини.
Державний гімн Республіки Хорватія — «Lijepa Naša Domovino» («Наша гарна Батьківщино»). Автор віршів — Антун Міханович. Спочатку вірш був опублікований у журналі «Даніца» («Ранкова зірка») у 1835 під назвою «Hrvatska Domovina» («Хорватська Батьківщина»). У 1846 р. Йосип Рунянин під час служби в Глині склав мелодію на вірші Міхановича. А в 1861 р. Ватрослав Ліхтенеггер скомпонував і записав музику Рунянина.
Національне свято — 25 червня — День незалежності.

## Економіка
Основна стаття: Економіка Хорватії
Провідними галузями є: суднобудування, машинобудування, хімічна, харчова, текстильна, деревообробна, електротехнічна і електронна, фармацевтична промисловість. Важливою галуззю економіки є туризм.
Переваги: стабільне зростання економіки. Під егідою МВФ запущена програма зниження державних витрат. Зростання туризму.
Слабкі сторони: приватизація і опір профспілок. Збиток від війни близько 50 мільярдів доларів. Високе безробіття (17,7 % на січень 2010).

### Транспорт
Найпоширенішим видом громадського транспорту в Хорватії є автобус. Квитки на проїзд продаються, як правило, в салоні автобуса або трамвая або в газетних кіосках. Міжнародне автобусне сполучення в Хорватії досить розвинене. Автобусні маршрути пролягають в Хорватію з безлічі країн Європи. Практично всі частини країни охоплені мережею автобусних пасажирських перевезень. Майже в кожному містечку є автобусна станція (Autobusni Kolodvor), де можна купити квитки і ознайомитися з розкладом.
Між містами Хорватії, розташованими на узбережжі Адріатики, курсують різні пороми, теплоходи, кораблі на підводних крилах. На водному транспорті можна дістатися і до більшості населених островів. Існують також міжнародні рейси. З 28 травня по 30 вересня діє літній розклад з більш частими відправленнями.

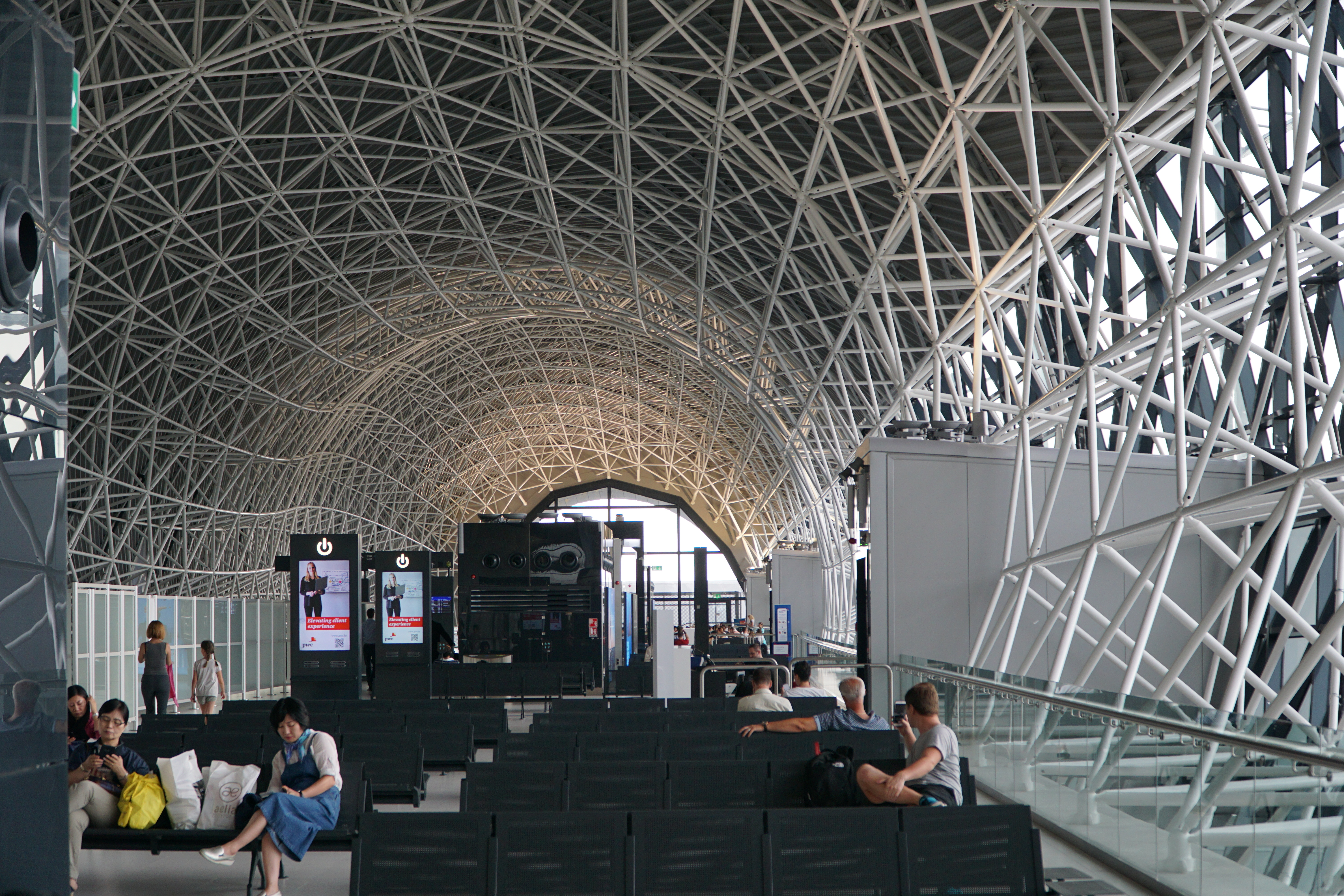
Міжнародний аеропорт Загреб

У Хорватії є 6 міжнародних аеропортів і три цивільних аеропорти для місцевих і чартерних рейсів.
Міжнародні аеропорти:
- аеропорт Загреба
- аеропорт Спліта
- аеропорт Дубровника
- аеропорт Пула
- аеропорт Задара
- аеропорт Рієки

### Туризм

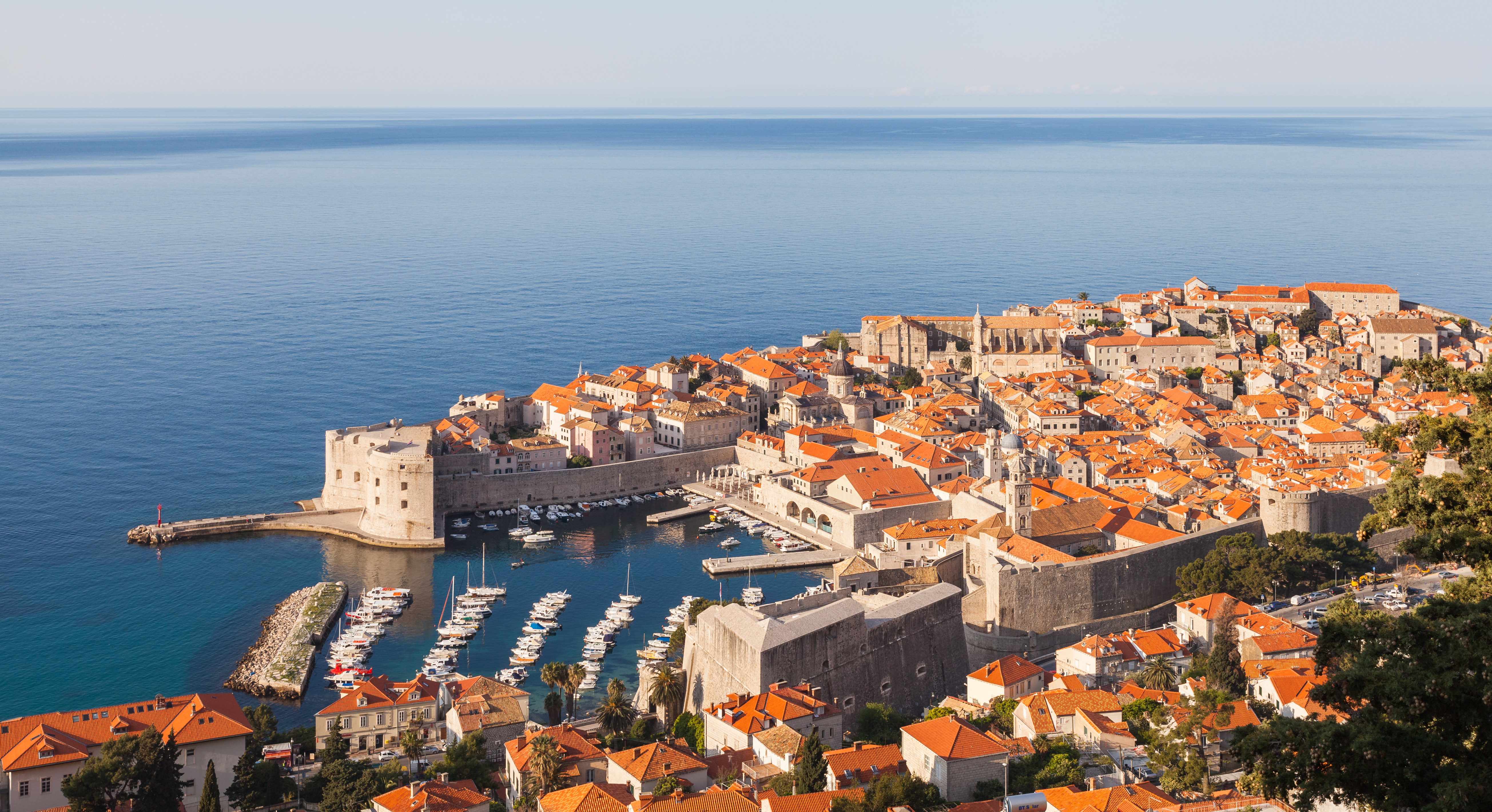
Дубровник

Адріатичне узбережжя Хорватії і численні острови — популярний напрям міжнародного туризму. Туризм на Адріатиці почав розвиватися ще в XIX столітті; в XX столітті хорватське узбережжя було одним з найрозвиненіших туристичних напрямків у соціалістичному світі. У 1990-ті роки туризм в Хорватії пережив серйозний спад, причиною якого були військові дії в колишній Югославії і застаріла інфраструктура, що не відповідала західним стандартам якості. З початку 2000-х років інфраструктура розвивалася бурхливими темпами. Багато відпочиваючих вважають, що до Хорватії найкраще їхати влітку або ранньої осені.

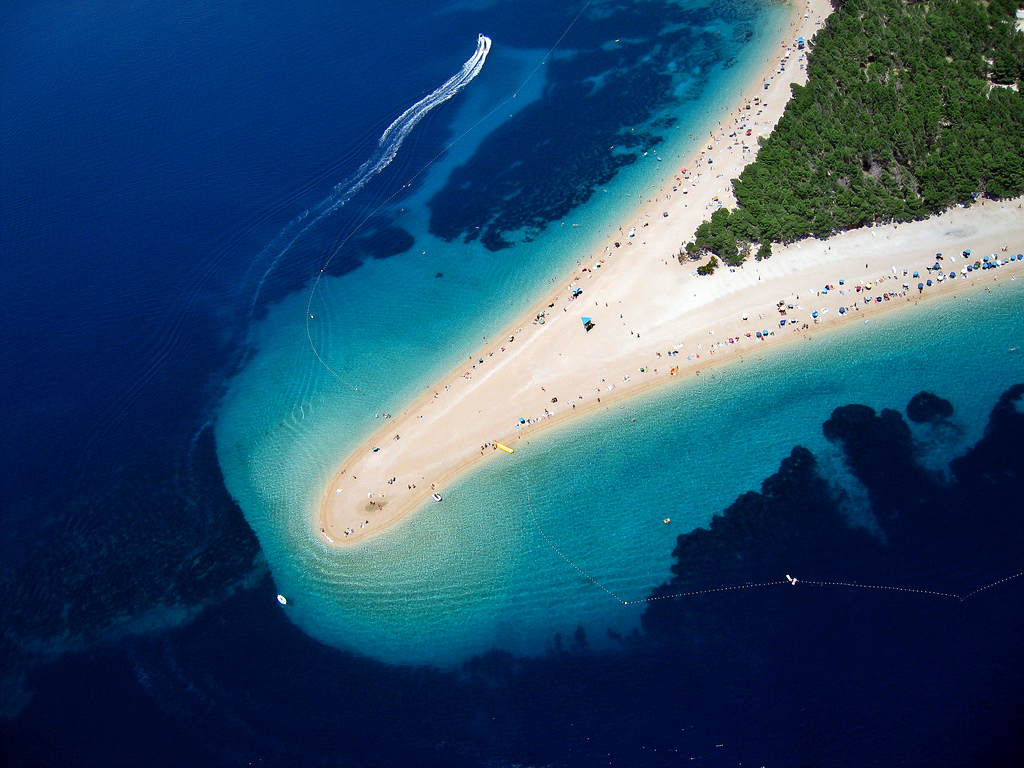
Хорватський пляж

Крім вищевказаного, величезне значення для туристичної галузі в Хорватії все більше і більше набуває яхтинг. Державна політика також спрямована на збільшення інвестицій в цей вид активного туризму, залучення в цю галузь все нових і нових членів. Так, в країні організована і культивується інфраструктура яхтового чартеру, побудовані сотні причалів. На державному рівні практикується кваліфіковане навчання яхтсменів з прийомом державного іспиту, і видачею їм міжнародних кваліфікаційних документів.
З часу закінчення війни в Хорватії в 90-х роках XX століття аж до 2008 року включно число туристів, що прибувають в країну, постійно зростало, потім трохи знизилося на тлі світової економічної кризи, проте з 2011 року зростання відновилося. У 2012 році країну відвідали рекордні 11 мільйонів 835 тисяч туристів. У 2013 році число туристів склало 10 мільйонів 948 тисяч, в 2014 — 11 мільйонів 624 тисячі. Більшість туристів із Німеччини, Словенії, Італії та Австрії.
Найпопулярніші курорти та місця: Спліт, Дубровник, Загреб, Пула, Пореч, Макарська.

### Література

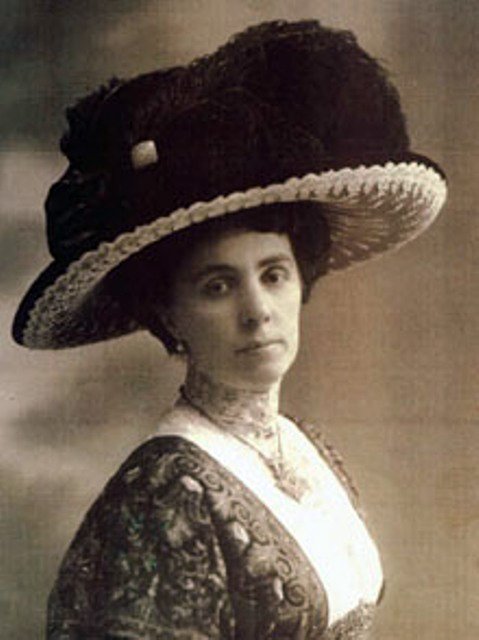
Івана Брлич-Мажуранич

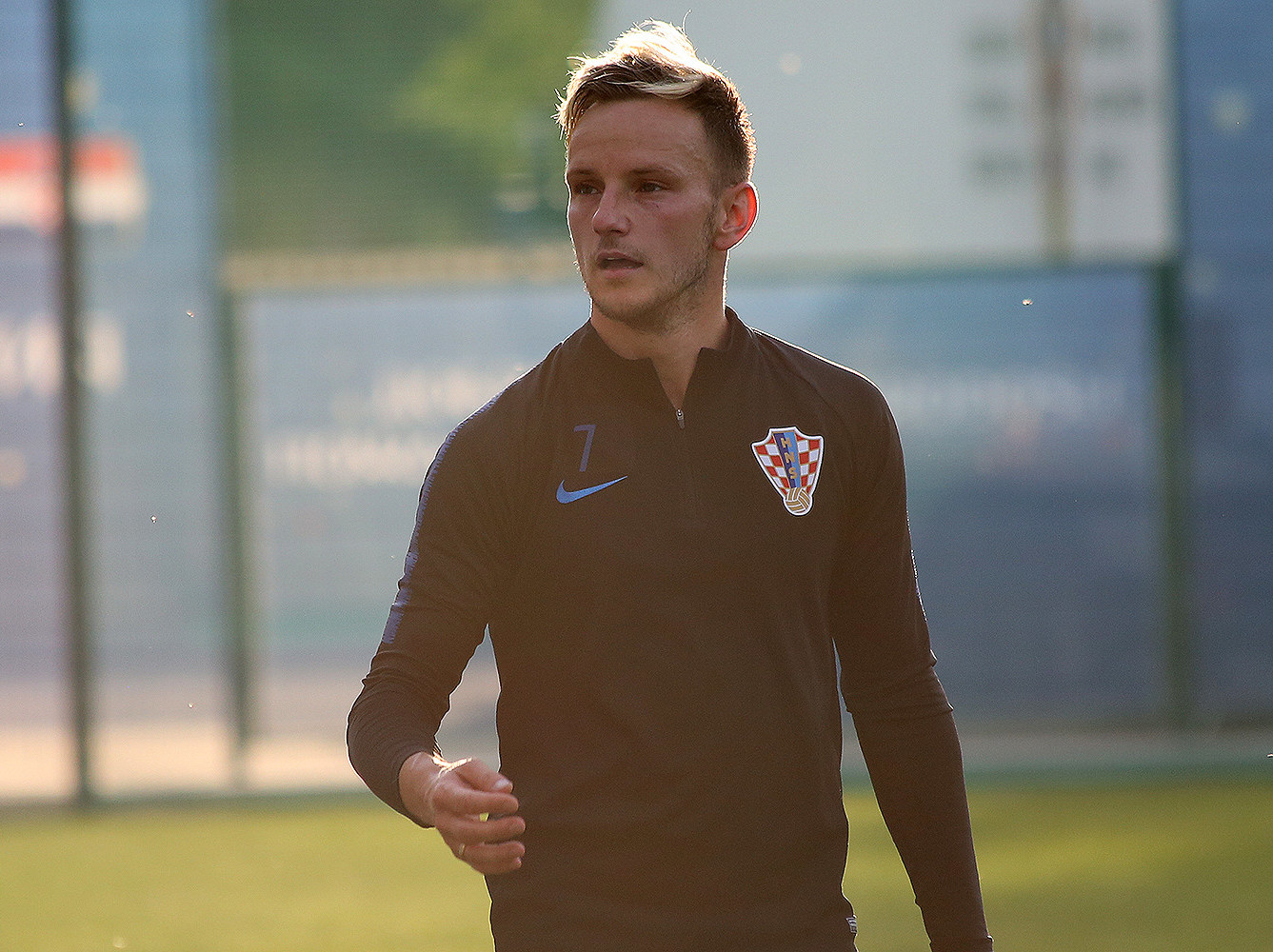
Хорватський футболіст Іван Ракитич

## Культура

### Спорт
Хорватія з часу набуття незалежності брала участь у всіх Олімпійських іграх і завоювала на них 27 медалей, 10 — на зимових Олімпійських іграх. Найпопулярніші види спорту в країні — футбол, баскетбол, гандбол, водне поло і теніс. Незважаючи на те що Хорватію прийнято вважати південною країною з теплим кліматом, в ній популяризуються і зимові види спорту, такі як гірські лижі, хокей з шайбою і біатлон. Одними з найвідоміших і успішних гірськолижників останніх років стали брат і сестра Івіца Костеліч та Яниця Костелич. Хокейна команда «Медвещак» із Загреба користується величезною популярністю в столиці країни, до недавнього часу виступала в Австрійській хокейній лізі, починаючи з сезону 2013/2014 виступає в КХЛ.
11-го липня 2018 року в півфінальному матчі Чемпіонату Світу з футболу 2018 Хорватія здолала збірну Англії з рахунком 2: 1 і вперше в своїй історії вийшла в фінал Кубка Світу. Переможний гол забив Маріо Манджукич на 109 хвилині додаткового часу.

### Свята
| Дата                       | Українська назва                                             |
| -------------------------- | ------------------------------------------------------------ |
| 1 січня                    | Новий Рік                                                    |
| 6 січня                    | Богоявлення або Водохреще                                    |
| Великдень і наступний день | Великдень і Великодній понеділок                             |
| 1 травня                   | Міжнародне свято праці                                       |
| 60 днів після Великодня    | Свято тіла і крові Христових                                 |
| 22 червня                  | День антифашистської боротьби                                |
| 25 червня                  | День державності                                             |
| 5 серпня                   | День перемоги і подяки вітчизні, День хорватських захисників |
| 15 серпня                  | Успіння Пресвятої Богородиці                                 |
| 8 жовтня                   | День Незалежності                                            |
| 1 листопада                | День усіх святих                                             |
| 25 грудня                  | Різдво                                                       |
| 26 грудня                  | День Св. Степана                                             |